# 路易斯·特罗尼尔
路易斯·特罗尼尔（Louis Tronnier，1897年11月21日—1952年1月27日）是一位納粹德國德意志國防軍将领，曾参加第二次世界大戰，指揮過第123步兵師以及第62步兵師，获颁过騎士鐵十字勳章。1944年8月，特罗尼尔在第二次雅西-奇西瑙攻勢期间向苏联红军投降。1952年1月27日，他死在伊万诺沃附近的監獄中。